# Émile Friant

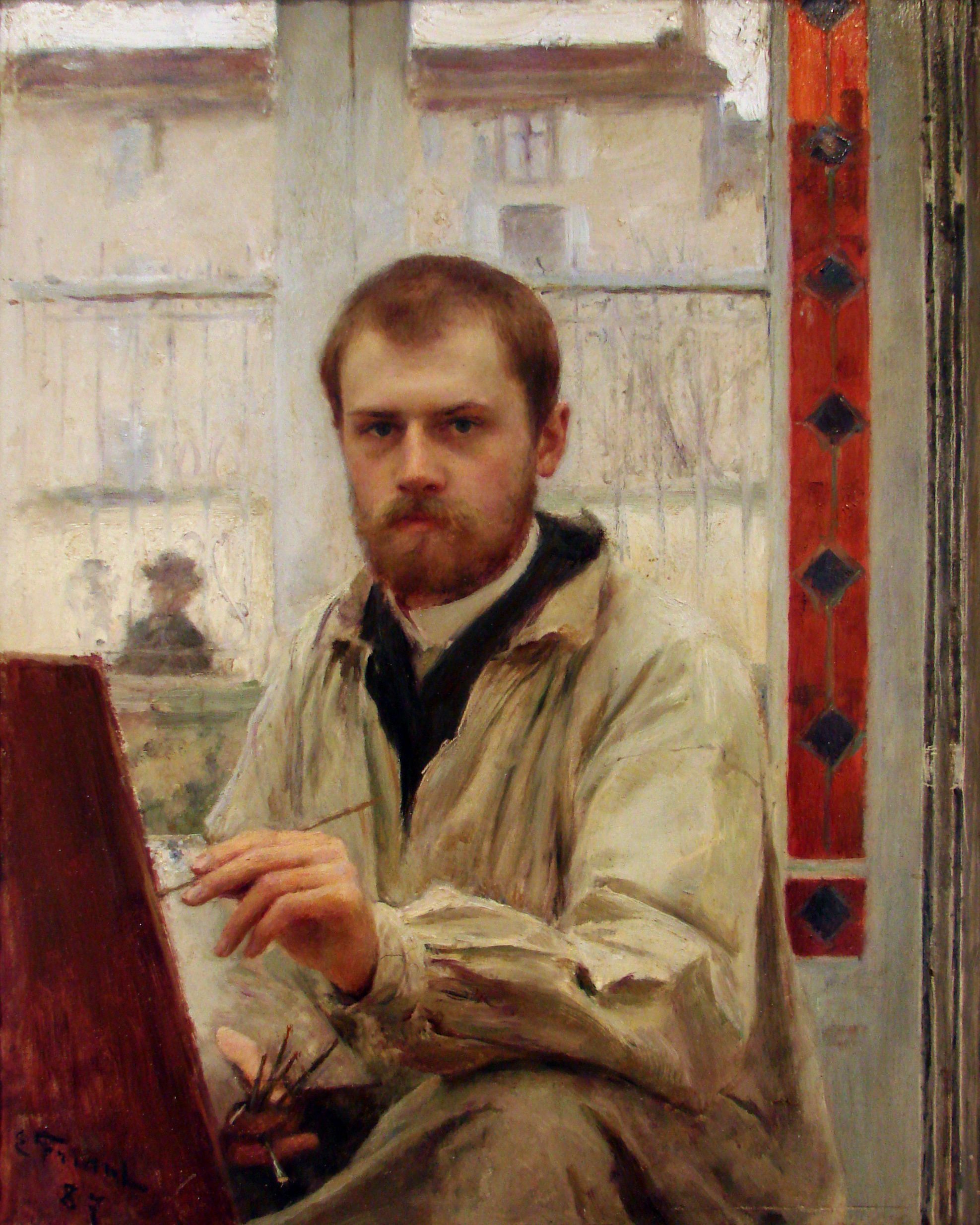
Emile Friant
Selbstporträt

Émile Friant (* 16. April 1863 in Dieuze in Lothringen, Frankreich; † 9. Juni 1932 in Paris) war ein französischer Maler.

## Leben
Émile Friant begann seine Ausbildung an der Schule für Zeichenkunst und Malerei zu Nancy (École de dessin et de peinture de Nancy). Erstmals stellt er aus im Alter von fünfzehn Jahren in der örtlichen Kunstausstellung.
Er setzt seine Studien fort in Paris, im Atelier des Malers Alexandre Cabanel. Mit zwanzig Jahren wurde er Preisträger des Prix de Rome für sein Gemälde Œdipe maudissant son fils Polynice (Ödipus verflucht seinen Sohn Polyneikes) (1883).
Als Maler des Naturalismus schuf er hauptsächlich Porträts und Alltagsszenen. Wie viele seiner Zeitgenossen verwendete er die Fotografie als Mittel, mit dem er die Wirklichkeit besser erfassen konnte.
1889 auf der Weltausstellung in Paris wurde sein Gemälde La Toussaint (Allerheiligen) mit sehr großem Erfolg gezeigt und erhielt die Goldmedaille.
Er wurde zum Ritter der Ehrenlegion ernannt. Nach dieser Auszeichnung erhielt er zahlreiche Porträtaufträge von Persönlichkeiten aus Politik und Gesellschaft. 1889 malte er die Gemälde Porträt de Mysette Wiener dans un salon und La discussion politique.
1923 wurde Émile Friant als Nachfolger von François Flameng in die Académie des Beaux-Arts gewählt.

## Werke (Auszug)

### Ölgemälde
- Autoportrait (Selbstbildnis), 1878, Musée de la Cour d’Or, Metz
- Pose entre amis oder Le repos des artistes, 1880, Privatbesitz
- Anvers. Maison sous la neige, 1886/1887, Musée des Beaux-Arts, Nancy
- Le Steen d’Anvers, 1886/1887, Musée des Beaux-Arts, Nancy
- Aux alentours du Sport Nautique, 1884, Privatbesitz
- Toëra, tunisienne lavant, 1887, Privatbesitz
- Le déjeuner des canotiers, 1887, Musée de l’Ecole de Nancy, Nancy
- Jeune Nancéienne dans un paysage de neige, 1887, Musée des Beaux-Arts, Nancy
- Idylle sur la passerelle, 1888, Musée des Beaux-Arts, Nancy
- Portrait de Mystte Wiener dans un salon, 1889, Musée des Beaux-Arts, Nancy
- L’ivresse, Coquelin Ainé dans le rôle de Don Annibal dans L’aventurière d’Emile Augier, Musée des Beaux-Arts, Nancy (einige andere Porträts des Schauspielers Coquelin Ainé in Privatbesitz)
- La lutte, 1889, Musée Fabre, Montpellier Agglomération
- La discussion politique, 1889, Privatbesitz
- La Toussaint, 1889, Musée des Beaux-Arts, Nancy
- Ville au bord du fleuve, 1891, Privatbesitz
- Le repas frugal, 1894, Privatbesitz
- L’Etudiante, 1923, Privatbesitz

### Bleizeichnungen
- Portrait du peintre Bussières, 1904, Stadt Dieuze
- Portrait du dessinateur Jean-Louis Forain, Musée des Beaux-Arts, Nancy
- Portrait de Jean Scherbeck, 1928, Privatbesitz